# Наото Отаке
Наото Отаке (јап. 大嶽 直人; 18. октобар 1968) бивши је јапански фудбалер.

## Каријера
Током каријере играо је за Јокохама Флугелси и Кјото Санга.

## Репрезентација
За репрезентацију Јапана дебитовао је 1994. године.

## Статистика
| Јапан  | Јапан | Јапан |
| Год.   | Ута.  | Гол.  |
| ------ | ----- | ----- |
| 1994   | 1     | 0     |
| Укупно | 1     | 0     |